# Sedmá vláda Davida Ben Guriona
Sedmá vláda Davida Ben Guriona byla sestavena Davidem Ben Gurionem 17. prosince 1959 po volbách v listopadu 1959. Ben Gurion si z velké části ponechal stejné koaliční partnery jako v předchozí vládě, tedy strany: Mapaj, Národní náboženská strana, Mapam, Achdut ha-avoda, Progresivní strana a Chakla'ut ve-pituach a přidal nové izraelské arabské strany Pokrok a rozvoj a Šituf ve-achva.
Vláda se rozpadla, když Ben Gurion 31. ledna 1961 odstoupil kvůli návrhu na vyslovení nedůvěry, který podaly Cherut a Všeobecní sionisté po zveřejnění závěrů Výboru sedmi ohledně Lavonovy aféry. Koncem února Ben Gurion informoval prezidenta Jicchaka Ben Cviho, že nemůže sestavit novou vládu. Po březnovém rozpuštění vlády byly vypsány nové volby.

## Členové vlády
| Vláda                                | Vláda                                     | Vláda                     |
| Úřad                                 | Člen vlády                                | Politická strana          |
| ------------------------------------ | ----------------------------------------- | ------------------------- |
| Předseda vlády                       | David Ben Gurion                          | Mapaj                     |
| Ministr zemědělství                  | Moše Dajan                                | Mapaj                     |
| Ministr obrany                       | David Ben Gurion                          | Mapaj                     |
| Ministr rozvoje                      | Mordechaj Bentov                          | Mapam                     |
| Ministr školství a kultury           | Zalman Aran (do 10. května 1960)          | Mapaj                     |
| Ministr školství a kultury           | Abba Eban (od 3. srpna 1960)              | Mapaj                     |
| Ministr financí                      | Levi Eškol                                | Mapaj                     |
| Ministryně zahraničí                 | Golda Meirová                             | Mapaj                     |
| Ministr zdravotnictví                | Jisra'el Barzilaj                         | Achdut ha-avoda           |
| Ministr vnitra                       | Chajim-Moše Šapira                        | Národní náboženská strana |
| Ministr spravedlnosti                | Pinchas Rosen                             | Progresivní strana        |
| Ministr práce                        | Giora Joseftal                            | Mapaj                     |
| Ministr policie                      | Bechor-Šalom Šitrit                       | Mapaj                     |
| Ministr pro poštovní služeb          | Binjamin Minc (do 30. května 1961)        | Chazit datit Toratit      |
| Ministr náboženství                  | Ja'akov Moše Toledano (do 15. října 1960) | Nebyl členem Knesetu      |
| Ministr obchodu a průmyslu           | Pinchas Sapir                             | Mapaj                     |
| Ministr dopravy                      | Jicchak Ben Aharon                        | Ahdut HaAvoda             |
| Ministr sociální péče                | Josef Burg                                | Národní náboženská strana |
| Ministr bez portfeje                 | Abba Eban (do 3. srpna 1960)              | Mapaj                     |
| Náměstek ministra obrany             | Šimon Peres                               | Mapaj                     |
| Náměstek ministra školství a kultury | Ami Asaf                                  | Mapaj                     |
| Náměstek ministra vnitra             | Šlomo Jisra'el Ben Me'ir                  | Národní náboženská strana |